# Quận Susquehanna, Pennsylvania
Quận Susquehanna là một quận trong tiểu bang Pennsylvania, Hoa Kỳ. Quận lỵ đóng ở Forest City6. Theo điều tra dân số năm 2000 của Cục điều tra dân số Hoa Kỳ, quận có dân số 42.238 người.2

## Địa lý
Theo Cục điều tra dân số Hoa Kỳ, quận có diện tích km², trong đó có km2 là diện tích mặt nước.

### Các quận giáp ranh
- Quận Broome, New York (bắc)
- Quận Wayne (đông)
- Quận Lackawanna (đông nam)
- Quận Wyoming (tây nam)
- Quận Bradford (tây)
- Quận Tioga, New York (tây bắc)